# Pelo urticante

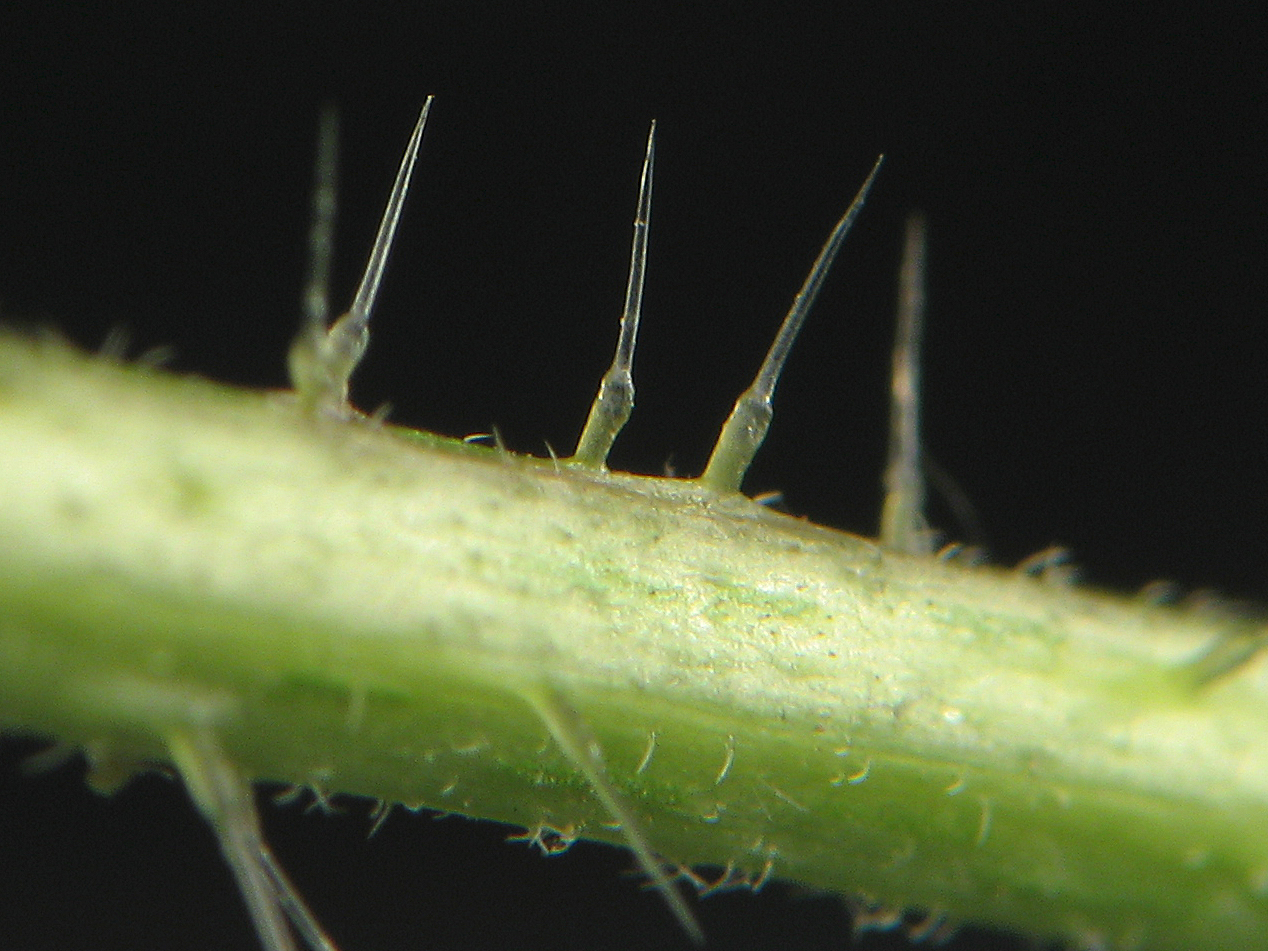
Pelos urticantes de Urtica dioica (urtiga-comum).

Pelos urticantes é a designação dada em biologia aos pelos (nas plantas tricomas) modificados para funcionarem como mecanismos de defesa primária utilizados por numerosas plantas, algumas tarântulas da América e várias lagartas de lepidópteros.